# Francis Ford
Francis Ford (14 de agosto de 1881 - 5 de septiembre de 1953) fue un prolífico actor, director y guionista cinematográfico de nacionalidad estadounidense. Él fue el mentor y hermano mayor del director John Ford, actuando en muchas de las películas de este, entre ellas Young Mr. Lincoln y The Quiet Man.

## Biografía

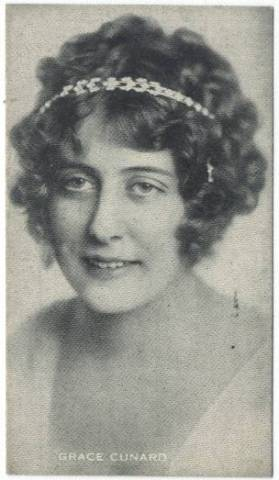
La actriz Grace Cunard, compañera sentimental y colaboradora de Francis Ford.

Su verdadero nombre era Francis Feeney, y nació en Portland, Maine, siendo su padre John A. Feeney, originario de An Spidéal, Irlanda. En 1878 su padre se mudó a Portland, donde abrió una bodega, la primera de un total de cinco que poseyó a lo largo de varios años.
Tras servir en infantería en la Guerra hispano-estadounidense, Francis dejó su casa familiar. Tras un breve matrimonio con Dell Cole (con la que tuvo un hijo, Philip Ford [1900-1976], que fue también actor y director), vivió haciendo pequeños trabajos y dedicándose finalmente al teatro, género en el que conoció a su segunda esposa, la actriz Elsie Van Name. Tras dirigirse a Nueva York para ocuparse en el cine, trabajó para David Horsley, Al Christie, y para la Star Film Company de San Antonio bajo la dirección de Gaston Méliès. Una vez en el mundo del cine adoptó el nombre artístico de Ford, que tomó a partir del nombre de la marca de automóviles.  Desde San Antonio, Ford empezó su carrera en Hollywood trabajando para Thomas Harper Ince en su estudio Inceville, dirigiendo y actuando en westerns.
El hermano menor de Francis Ford, John M. Feeney, era un exitoso fullback y tackle en un equipo de fútbol americano de Portland, y era apodado como "Bull". En 1914 Bull siguió a Francis a Hollywood y cambió su nombre por John Ford, sobrepasando en reputación a su hermano mayor.
Ford actuó en un total de más de 400 filmes, estando la mayoría de sus primeras actuaciones poco documentadas y probablemente perdidas.
Ambicioso y prolífico, en los inicios de su carrera Ford encarnó a George Armstrong Custer, Sherlock Holmes y a Abraham Lincoln, un papel en el que se especializó. En 1912 Ford dirigía junto a Thomas H. Ince, quedando rápidamente claro que Ince rutinariamente tomaba crédito del trabajo de Ford, motivo por el cual este pasó a Universal a inicios de 1913. Su Lucille Love: The Girl of Mystery fue el primer serial de Universal, y el primero de una cadena de muy populares seriales protagonizados por la colaboradora y compañera sentimental de Ford, Grace Cunard. El serial de 1915 The Broken Coin pasó de 15 a 22 episodios por demanda del público, siendo el mismo, probablemente, el momento cumbre de la carrera de Ford.
Francis Ford dejó Universal en 1917, se separó de Grace Cunard y fundó una compañía independiente, de corta trayectoria, Fordart Films, que estrenó en 1918 Berlin via America, con Phil Kelly, poseyendo, además, un estudio propio en Sunset Boulevard y Gower Street. En dicha compañía su esposa Elsie era actriz y guionista. Sin embargo, el fracaso de la empresa dio término a su matrimonio. Al mismo tiempo Ford apadrinaba a su hermano menor, colaborando ambos frecuentemente como guionistas, directores, y actores en los proyectos del otro; pero ya en 1917, estaba claro que la carrera de John iba en alza. El estilo de Frank como director era adecuado para los seriales, pero no evolucionaba. La última producción conocida dirigida por Ford fue la cinta de 1928 The Call of the Heart, un vehículo para "Dynamite the Devil Dog".
Los hermanos Ford fueron críticos el uno del otro, y a veces antagónicos. Francis escribió en 1934 unas memorias no publicadas tituladas "Up and Down the Ladder", "llenas de quejas amargas y a veces desgarradoras sobre cómo los veteranos que habían ayudado a crear la industria habían sido dejados de lado por los hombres más jóvenes."
A partir de finales de los años 1920, y durante las siguientes dos décadas, Ford mantuvo una carrera como maduro actor de carácter. En esta etapa a menudo actuó sin aparecer en los créditos, como ocurrió en la película de James Whale de 1931 Frankenstein. Entre sus papeles más relevantes figura el de un viejo demente en The Ox-Bow Incident (1943).
Al igual que su hermano John, Ford sufría alcoholismo. En 1935 se casó con Mary Anderson. Falleció en Los Ángeles, California, en 1953 a causa de un cáncer. Fue enterrado en el cementerio de Holy Cross, en Culver City, California.

## Selección de su filmografía

### Director
| - 1912: Memories of a Pioneer - 1912: The Colonel's Peril (codirector: Thomas H. Ince) - 1912: The Hidden Trail - 1912: His Better Self (codirector: Fred J. Balshofer) - 1912: For the Cause (codirector: Thomas H. Ince) - 1912: The Dead Pay - 1912: The Post Telegrapher (codirector: Thomas H. Ince) | - 1913: The Light in the Window - 1914: The Adventures of Shorty - 1917: John Ermine of Yellowstone - 1920: Thunderbolt Jack (serial, 10 episodios) - codirector: Murdock MacQuarrie - 1925: Perils of the Wild - 1926: The Winking Idol |

### Director y actor

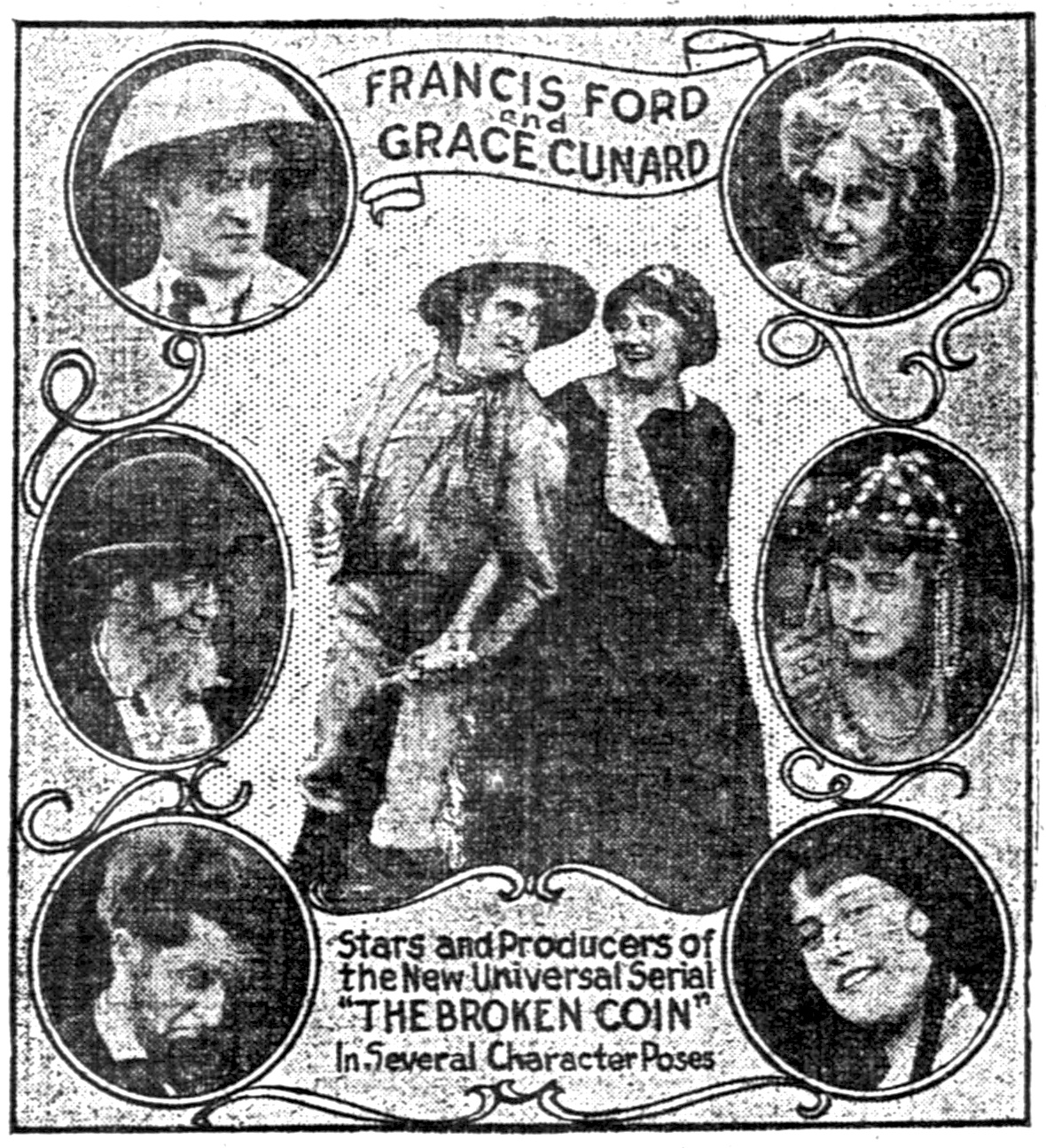
The Broken Coin, con Francis Ford y Grace Cunard: imagen que ilustraba un artículo de un periódico.

| - 1910: Under the Stars and Bars - 1912: The Bandit's Gratitude - 1912: An Old Tune - 1912: The Fugitive - 1912: Sundered Ties - 1912: On the Firing Line - 1912: The Frontier Child - 1912: Custer's Last Fight - 1912: How Shorty Kept His Word - 1912: The Army Surgeon - 1912: The Ball Player and the Bandit - 1912: The Invaders - 1913: When Lincoln Paid - 1913: The Favorite Son - 1913: The Coward's Atonement - 1913: The Telltale Hatband - 1913: His Brother - 1913: The Battle of Bull Run - 1913: A Frontier Wife - 1913: Texas Kelly at Bay - 1913: The Half Breed Parson - 1913: Taps - 1913: The Darling of the Regiment - 1913: War - 1913: The Stars and Stripes Forever - 1913: The Battle of San Juan Hill - 1913: The Toll of War - 1913: The Battle of Manilla - 1913: An Orphan of War - 1913: A Cow-Town Reformation - 1913: Captain Billie's Mate - 1913: The She Wolf - 1913: The Black Masks, codirección de Grace Cunard: (+ coguionista y productor) - 1913: From Dawn Till Dark - 1913: The Madonna of the Slums - 1913: Wynona's Vengeance - 1913: The White Vaquero - 1913: From Rail-Splitter to President - 1914: A Wartime Reformation - 1914: An Unsigned Agreement - 1914: The Mad Hermit - 1914: In the Fall of '64 - 1914: A Bride of Mystery - 1914: The Twin's Double, codirección: Grace Cunard - 1914: The Mysterious Leopard Lady - 1914: Washington at Valley Forge (+ coguionista) - 1914: The Mystery of the White Car - 1914: Lucille Love: The Girl of Mystery (serial, 15 episodios) - 1914: The Tangle - 1914: The Man of her Choice - 1914: The Return of Twin's Double - 1914: Be Neutral - 1914: The Mysterious Hand - 1914: The Phantom Violin - 1914: The Mysterious Rose - 1914: The District Attorney's Brother - 1914: The Ghost of Smiling Jim - 1914: The Call of the Waves - 1914: A Study in Scarlet - 1915: The Mystery of the Throne Room - 1915: Smuggler's Island | - 1915: Old Peg Leg's Will - 1915: The Madcap Queen of Gredshoffen - 1915: The Girl of the Secret Service - 1915: The Heart of Lincoln - 1915: Three Bad Men and a Girl - 1915: The Curse of the Desert - 1915: The Hidden City - 1915: And They Called Him Hero - 1915: One Kind of Friend - 1915: The Broken Coin (serial, 22 episodios) - 1915: The Campbells Are Coming - 1916: The Strong Arm Squad - 1916: The Phantom Island - 1916: His Majesty Dick Turpin - 1916: The Dumb Bandit - 1916: Born of the People, codirección de Grace Cunard - 1916: The Madcap Queen of Crona - 1916: Lady Raffles returns, codirección de Grace Cunard - 1916: Her Sister's Sin - 1916: Behind the Mask - 1916: The Sham Reality - 1916: The Unexpected - 1916: The Adventures of Peg o' the Ring (serial, 15 episodios), codirección de Jacques Jaccard - 1916: Brennon o' the Moor - 1916: The Princely Bandit - 1916: The Bandit's Wager - 1916: The Powder Trail - 1916: The Heroine of San Juan - 1916: The Purple Mask, codirección de Grace Cunard (serial, 16 episodios) (+ coguionista) - 1917: The Little Rebel's Sacrifice - 1917: The Rebel's Net - 1917: The Terrors of War, codirección de Grace Cunard (+ coguionista) - 1917: True to Their Colors, codirección de Grace Cunard (+ coguionista) - 1917: The Puzzle Woman - 1917: In Treason's Grasp - 1918: The Craving (+ guión) - codirector: John Ford - 1918: The Silent Mystery (serial, 15 episodios) - 1919: The Mystery of 13 (serial, 15 episodios) - 1921: The Great Reward (serial, 15 episodios) (+ producción) - 1922: Thundering Hoofs - 1922: They're Off - 1922: Storm Girl - 1923: The Fighting Skipper (serial, 15 episodios) - 1925: The Four from Nowhere - 1926: Officer 444 (serial, 10 episodios) - codirector: Ben F. Wilson |

### Actor
Producción Gaston Méliès
Nota: según SilentEra, producción de Gaston Méliès, director desconocido salvo mención contraria; IMDb atribuye a Georges Méliès la dirección de todos esos filmes.
| - 1909: A Tumultuous Elopement - 1909: Cinderella Up-to-Date - 1909: For Sale: a Baby - 1909: For the Cause of Suffrage - 1909: Mrs. and Mr. Duff - 1909: Seein' Things - 1909: Fortune Favors the Brave - 1909: The Count's Wooing - 1909: The Hypnotist's Revenge - 1911: The Mission Waif, de Robert Goodman y/o Gaston Méliès - 1911: The Stolen Grey - 1911: Tommy's Rocking Horse - 1911: Right or Wrong - 1911: Mexican as It Is Spoken - 1911: The Ranchman's Debt of Honor - 1911: The Immortal Alamo, de William F. Haddock - 1912: The Ghost of Sulphur Mountain, de Robert Goodman y/o Gaston Méliès - 1912: The Prisoner's Story - 1911: The Foreman's Courage, de Thomas H. Ince - 1911: An Indian Martyr, de Thomas H. Ince - 1911: Falsely Accused, de Thomas H. Ince - 1911: Cowgirls' Pranks, de Thomas H. Ince - 1911: Getting His Man, de Thomas H. Ince - 1911: Bar Z's New Cook, de Thomas H. Ince - 1912: His Double Life, de Thomas H. Ince - 1912: The Crisis, de Thomas H. Ince - 1912: The Deserter, de Thomas H. Ince - 1912: Blazing the Trail, de Thomas H. Ince - 1912: The Indian Massacre, de Thomas H. Ince - 1912: The Gambler and the Girl, de Thomas H. Ince - 1912: An Indian Legend, de Charles Giblyn - 1912: His Squaw, de Charles Giblyn - 1912: The Altar of Death, de Thomas H. Ince - 1912: On Secret Service, de Walter Edwards - 1912: Broncho Bill's Love Affair, de Thomas H. Ince | - 1912: The Civilian, de Thomas H. Ince - 1912: Chinese Smugglers, de Thomas H. Ince - 1912: The Gambler's Heart, de Thomas H. Ince - 1912: The Indian Maid's Elopement, de Thomas H. Ince - 1912: The Laugh on Dad, de Thomas H. Ince - 1912: The Honor of the Tribe, de Thomas H. Ince - 1912: The Run on the Bank, de Thomas H. Ince - 1912: The Sub-Chief's Choice, de Thomas H. Ince - 1912: Love and Jealousy, de Thomas H. Ince - 1912: The Empty Water Keg, de Thomas H. Ince - 1912: The Protection of the Cross, de Thomas H. Ince - 1912: A Tenderfoot's Revenge, de Thomas H. Ince - 1912: The Wild West Circus, de Thomas H. Ince - 1912: The Ranch Girl's Love, de Thomas H. Ince - 1912: Blood Will Tell, de Walter Edwards - 1912: The Reckoning, de Thomas H. Ince - 1912: The Deputy's Sweetheart, de Thomas H. Ince - 1912: War on the Plains, de Thomas H. Ince - 1912: The Battle of the Red Men, de Thomas H. Ince - 1912: The Outcast, de Thomas H. Ince - 1912: The Desert, de Thomas H. Ince - 1912: His Némésis, de Thomas H. Ince - 1912: A Soldier's Honor, de Thomas H. Ince - 1912: The Reformed Outlaw, de Thomas H. Ince - 1912: The Last Resource, de Thomas H. Ince - 1912: The Lieutenant's Last Fight, de Thomas H. Ince - 1912: Snowball and His Pal, de Thomas H. Ince - 1912: The Man They Scorned, de Thomas H. Ince y Reginald Barker - 1912: When Lee Surrenders, de Thomas H. Ince - 1912: A Double Reward, de Thomas H. Ince - 1912: The Law of the West, de Thomas H. Ince |

Kay-Bee Pictures y otras compañías
| - 1913: The Great Sacrifice, de Raymond B. West - 1913: The Counterfeiter, de William J. Bauman - 1913: The Pride of the South, de Burton L. King - 1913: With Lee in Virginia, de William J. Bauman - 1914: How Green Saved His Mother-in-Law, de Allen Curtis - 1914: How Green Saved His Wife, de Allen Curtis - 1915: Nabbed - 1916: The Elusive Enemy, de Grace Cunard - 1921: Action, de John Ford - 1922: The Village Blacksmith, de John Ford - 1924: Hearts of Oak, de John Ford - 1925: Soft Shoes, de Lloyd Ingraham - 1925: The Fighting Heart, de John Ford - 1927: The Heart of Maryland, de Lloyd Bacon - 1927: Upstream, de John Ford - 1928: The Chinatown Mystery, de J.P. McGowan (+ guionista) - 1928: The Trail of '98, de Clarence Brown - 1929: The Black Watch, de John Ford - 1930: The Jade Box, de Ray Taylor - 1931: Frankestein, de James Whale - 1931: Battling with Buffalo Bill, de Ray Taylor (serial) - 1931: Resurrection, de Edwin Carewe - 1932: Scarface, de Howard Hawks - 1932: Airmail, de John Ford - 1932: Heroes of the West (serial, 12 episodios), de Ray Taylor - 1932: The Jungle Mystery (serial, 12 episodios), de Ray Taylor - 1932: Destry Rides Again , de Benjamin Stoloff - 1932: The Lost Special (serial, 12 episodios), de Henry MacRae - 1933: Doctor Bull, de John Ford - 1933: Charlie Chan's Greatest Case, de Hamilton MacFadden - 1933: Clancy of the Mounted (serial, 12 episodios), de Ray Taylor - 1933: Gordon of Ghost City (serial, 12 episodios), de Ray Taylor - 1933: The Man from Monterey, de Mack V. Wright | - 1933: Pilgrimage de John Ford - 1934: The World Moves On, de John Ford - 1934: El juez Priest, de John Ford - 1934: Pirate Treasure, de Ray Taylor - 1934: Murder in Trinidad, de Louis King - 1934: Charlie Chan's Courage, de Eugene Forde y George Hadden - 1935: Paris in Spring, de Lewis Milestone - 1935: Barco a la deriva, de John Ford - 1935: El delator, de John Ford - 1935: Paddy O'Day, de Lewis Seiler - 1935: This Is the Life, de Marshall Neilan - 1936: Prisionero del odio, de John Ford - 1936: Charlie Chan's Secret, de Gordon Wiles - 1936: Charlie Chan at the Circus, de Harry Lachman - 1936: The Plainsman, de Cecil B. DeMille - 1937: Slave Ship, de Tay Garnett - 1938: The Texans, de James Patrick Hogan - 1939: La diligencia, de John Ford - 1939: Young Mr. Lincoln, de John Ford - 1939: Drums Along the Mohawk, de John Ford - 1940: Diamond Frontier, de Harold D. Schuster - 1943: The Ox-Bow Incident, de William Wellman - 1943: Jitterbugs, de Malcolm St. Clair - 1944: The Big Noise, de Malcolm St. - 1945: Hangover Square, de John Brahm - 1945: Wildfire, de Robert Emmett Tansey - 1948: Eyes of Texas , de William Witney - 1948: The Plunderers, de Joseph Kane - 1950: Wagon Master, de John Ford - 1952: The Quiet Man, de John Ford - 1953: The Sun Shines Bright, de John Ford |

### Coguionista
- 1917: The Tornado, de John Ford